# 安藤昌益
安藤 昌益（あんどう しょうえき、元禄16年〈1703年〉- 宝暦12年10月14日〈1762年11月29日〉）は、江戸時代中期の日本の医師・思想家・哲学者・アナーキスト・無神論者・革命論者。秋田藩出身。堂号は確龍堂良中、号は柳枝軒、通称は孫左衛門。思想的には無神論やアナキズムの要素を持ち、農業を中心とした無階級社会を理想とした。
死後、近代の日本において、社会主義・共産主義にも通じる思想を持った人物として評価を受けた。

## 生涯
出羽国秋田郡二井田村下村（現在の秋田県大館市二井田）の豪農の家に生まれ、同地で没した。
長男ではなく利発であったことから元服前後に京都に上り、仏門に入り禅を学んだ（寺は妙心寺）。北野天満宮でも修行した。しかし仏教の教えと現状に疑問を持ち、（伝手は不明ながら）医師である味岡三伯の門を叩いた。味岡三伯は後世方別派に属する医師であった。ここで医師としての修行をし、八戸で開業する以前に結婚して子ももうけている。

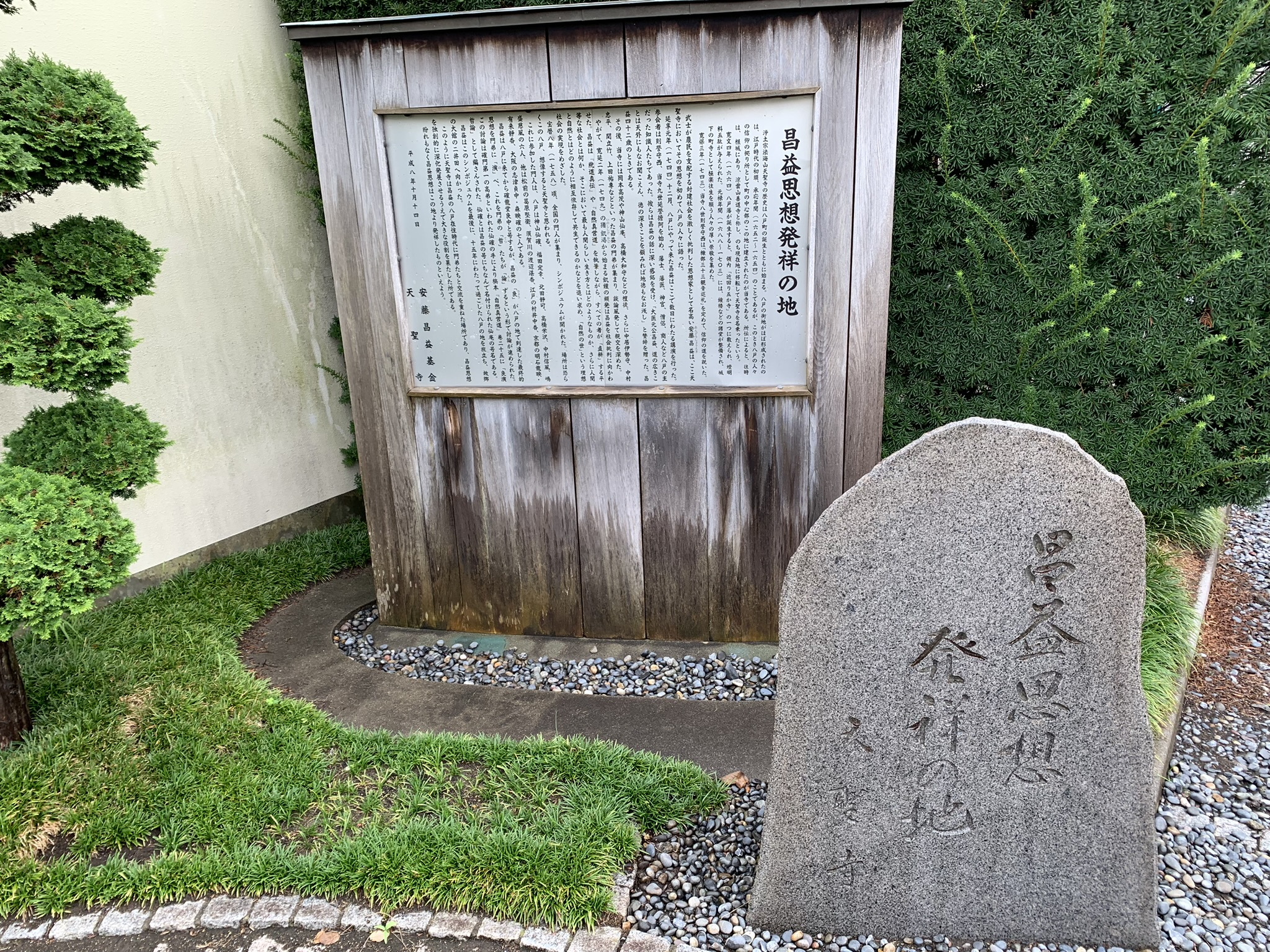
「昌益思想発祥の地」記念碑（青森県八戸市・天聖寺）

陸奥国八戸の櫓（やぐら）横丁に居住し開業医となった。延享元年（1744年）8月の八戸藩の日記には、櫛引八幡宮の流鏑馬の射手を治療したことが記録に残されている。延享2年（1745年）領主層を対象とした政治の書『暦大意』を執筆した。しかし、昌益は一介の町医者であり町人身分に過ぎないが。その中で「民苦しみ穀種絶つときは、則ち国亡ぶ。国亡ぶる則は、国主自ら減却ぞ。罰恥百世に殆す者也」（『暦大意』＜歳変＞）と不仁の領主を厳しく非難している。
同年に八戸の天聖寺にて講演を行う。宝暦8年（1757年）にも同寺で討論会を開いている。その後、出羽国大館に帰郷。弟子の神山仙庵は八戸藩主の側医。
昌益の大著『自然真営道』は宝暦3年（1753年）に刊行された。門人仙庵の序から昌益の学派は、社会的反響について細心の警戒を持っていたことが知られる。
宝暦6年（1756年）9月、郷里の本家を継いでいた兄が亡くなり、家督を継ぐものがいなくなった。このため、宝暦8年ごろに二井田に1人で戻った。結局、家督は親戚筋から養子を迎え入れて継がせたが、昌益自身も村に残り村人の治療にあたった（八戸では既に息子が周伯を名乗って医師として独り立ちしていたため）。なお、宝暦10年前後には、八戸の弟子たち（真栄道の弟子）が一門の全国集会を開催し、昌益も参加した。参加者は松前から京都、大阪まで総勢14名。その後再び郷里へ戻って60歳で病死した。墓所は大館市温泉寺(秋田県指定史跡)。

## 思想
昌益は、彼の生きた社会を「法世」とみなし、法世以前に「自然の世」があったと考え、法世を自然の世に高める具体的方策を提唱した。
身分・階級差別を否定して、全ての者が労働（鍬で直に地面を耕し、築いた田畑で額に汗して働くという「直耕」）に携わるべきであるという、徹底した平等思想を唱えており、著書『自然真営道』（第25巻中「自然ノ世論」）にその考え（理想社会）が書かれている。彼の思想体系は、封建社会の混乱と矛盾を目撃し、深い時代的関心に裏付けられている。為政者を不耕貪食の輩と断罪もしている。
その当時の奥羽地方では、寛延2年（1749年）、宝暦5年（1755年）、同7年（1757年）と飢饉が頻発した。また、関東より一帯にかけて間引きが広く行われるようになったのもこの頃である。昌益は、このような現実を凝視し、考えた。
『自然真営道』の内容は、共産主義や農本主義、エコロジーに通じる考えとされているが、アナキズム（無政府主義）の思想にも関連性があり、間口の広さが見受けられる。またこの書の中で昌益は江戸幕府が封建体制を維持し民衆を搾取するために儒教を利用してきたと主張して、孔子と儒教、特に朱子学を徹底的に批判した。
林基は、「イデオロギーの上でも、宝暦年間は重大な画期をなす。最大の指標は安藤昌益の『自然真営道』の成立である」「その基礎である幕藩封建制的大土地所有を根本から否定し、現存の一切の支配的イデオロギーを徹底的に批判した『自然真営道』の成立こそは、まったく画期的な変化の指標としなければならない。それは享保ー宝暦年間における階級闘争の質的転化の過程が生み出したものとみることができる」と論じている。
後に駐日カナダ大使であるH（ハーバート）・ノーマンの手により、『忘れられた思想家―安藤昌益のこと』原書名：Ando Shoeki and the Anatomy of Japanese Feudalism（大窪愿二訳、上下、岩波新書、1950年）が記されることで周知の人物となった。
奈良本辰也は1935年頃に『統道真伝』写本五冊を、京都大学国史研究室の書庫の片隅で、埃をかぶって放置されているのを発見している。奈良本は、これが写され始めたときには、世にも貴重な史料として迎えられたのであろうが、どうしたわけか、あまりひと目につかなかったのであると記している。
1976年、三宅正彦は、昌益の社会変革論は尊王論の系譜に入れるべきという考えを提示した。それを受けて早川雅子は、「私法神書巻」（稿本『自然真営道』巻九）の分析によって昌益の尊王攘夷論を立証したと主張している。

## 著書
- 稿本『自然真営道』（全101巻。1899年、狩野亨吉が再発見、92冊）- 弟子の神山仙確が昌益の死後に遺稿をまとめたもの（序文が仙確による追悼文）
- 『統道真伝』（1752年頃著す。全5巻、現存）
- 刊本『自然真営道』（1753年、刊行。3巻3冊、現存、日本哲学全書第9巻に収められている。）

主著といえる稿本『自然真営道』（自筆本）は発見者である狩野亨吉によって東京帝国大学図書館に所蔵されたが、その大半が関東大震災で焼失した。現存するのは15冊のみで、そのうち12冊が東京大学総合図書館の蔵書である。その後、『統道真伝』や刊本『自然真営道』などが発見され、それらの文献をもとに、1983年 - 1987年に『安藤昌益全集』（安藤昌益研究会編、農山漁村文化協会、全21巻別巻1）が刊行された。
全集の刊行後、1969年に京都大学医学部図書館で発見されていた『真斎謾筆』という古医書が、その内容から稿本『自然真営道』の後半部分を写したものであると判明した。また、2001年には内藤記念くすり博物館の大同薬室文庫から『良中子神医天真』と『良中子先生自然真営道方』という昌益の医学書を要約した文献が発見され、これらは2005年に『安藤昌益全集』の増補篇（全3巻）に収録された。
笹原宏之は安藤の著書に「講義」と書くべき箇所に「講議」という誤記があること、これは部首につられたものであろうこと、現代の学生にもよく見られる誤記であることを自著で紹介している。